# Барсуково (Шаранский район)
Барсуково (баш. Бурһыҡ) — село в Шаранском районе Республики Башкортостан Российской Федерации. Входит в состав Дюртюлинского сельсовета.

## География

### Географическое положение
Расстояние до:
- районного центра (Шаран): 17 км,
- центра сельсовета (Дюртюли): 6 км,
- ближайшей ж/д станции (Туймазы): 26 км.

## Население
| 2002 | 2009 | 2010 |
| ---- | ---- | ---- |
| 273  | ↗302 | ↘269 |

Национальный состав
Согласно переписи 2002 года, преобладающая национальность — башкиры (84 %).

## Религия
В селе есть мечеть «Ильнур».